# Pepsi Cola-Alba Cucine
Pepsi Cola-Alba Cucine oder Pepsi Cola-FNT-Fanini war ein US-amerikanisches, italienisches Radsportteam im Straßenradsport, welches von 1987 bis 1989 bestand. Nicht zu verwechseln mit Pepsi Cola (Radsportteam, 1965–1968) oder Pepsi Cola (Radsportteam, 1969).

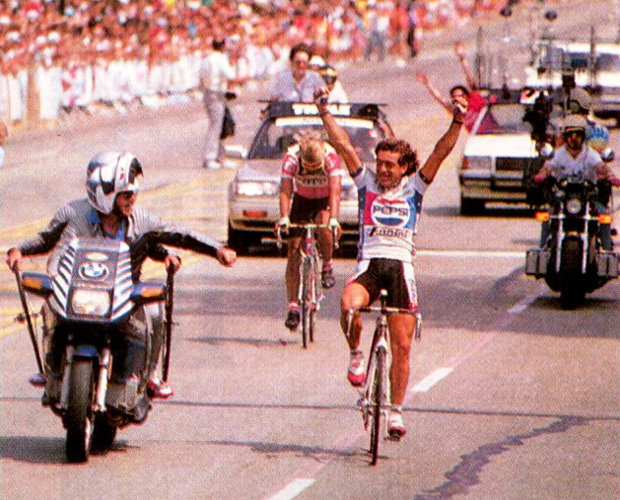
Roberto Gaggioli gewinnt die Philadelphia Cycling Classic 1988

## Geschichte
Das Team wurde 1987 unter der Leitung von Simone Fraccaro gegründet. Das Team konnte 1987 einen zweiten Platz beim De Kustpijl und 1988 Platz 2 beim Giro di Campania, dritte Plätze beim Gran Premio Industria & Artigianato und Memorial Gastone Nencini, Platz 4 beim Giro dell’Emilia und Platz 7 bei der Lombardei-Rundfahrt erzielen. 1989 erreichte das Team dritte Plätze bei der Trofeo Pantalica, Giro dell’Etna, Nizza–Alassio und fünfte Plätze beim Giro di Toscana und der Trofeo Laigueglia. Nach der Saison löste sich das Team auf.
Hauptsponsor war ein US-amerikanischer Getränke- und Lebensmittelkonzern. Co-Sponsor war 1987 und 1989 ein italienischer Hersteller von Küchen und 1988 ein italienischer Fahrradhersteller.

## Erfolge
1987
- eine Etappe Coors Classic
- Fitchburg Longsjo Classic

1988
- Philadelphia Cycling Classic
- eine Etappe Giro del Trentino

1989
- Gesamtwertung und zwei Etappen Giro del Trentino

## Wichtige Platzierungen
Grand Tours
| Grand Tour        | 1987 | 1988 | 1989 |
| ----------------- | ---- | ---- | ---- |
| Giro d’ItaliaGiro | –    | –    | 26   |

Monumente des Radsports
| Monument            | 1987 | 1988 | 1989 |
| ------------------- | ---- | ---- | ---- |
| Mailand–Sanremo     | 31   | –    | 21   |
| Lombardei-Rundfahrt | –    | 7    | 36   |

## Bekannte Fahrer
- Cesare Cipollini (1987)
- Gianbattista Baronchelli (1988)
- Stefano Della Santa (1989)